# Anna Chlumsky
Anna Maria Chlumsky (Chicago, 3 dicembre 1980) è un'attrice statunitense.

## Biografia
La sua famiglia ha origini ceche, come si evince dal suo cognome. È cugina di Vik Foxx.
Chlumsky è entrata nel mondo dello spettacolo in giovane età, facendo da modella con la madre in una campagna pubblicitaria. È divenuta famosa infatti già da bambina, interpretando Vera Sultenfuss nel film Papà, ho trovato un amico (1991) e nel suo sequel, Il mio primo bacio (1994), recitando accanto a Dan Aykroyd e Jamie Lee Curtis.
Inoltre ha fatto un provino per interpretare Lex in Jurassic Park, ruolo che alla fine è andato a Ariana Richards.
Nel 1995 è stata protagonista, assieme a Christina Ricci, del film Un'amicizia pericolosa.
Non intendendo proseguire la carriera di attrice, per un certo periodo si è allontanata dalla recitazione: ha frequentato l'Università di Chicago e si è laureata in Studi internazionali nel 2002. Dopo la laurea ha lavorato come assistente editoriale ma, trovando il lavoro insoddisfacente, ha deciso di tornare a recitare.
È comparsa in alcuni episodi dei telefilm Ultime dal cielo, Law & Order, 30 Rock e Cupid. Dal 2012 fa parte del cast della serie televisiva Veep - Vicepresidente incompetente.

### Vita privata
Anna è sposata dal 2008 con Shaun So. La coppia ha due figlie, Penelope Joan So, nata l'11 luglio 2013 e Clara Elisabeth So, nata il 28 luglio 2016.

## Filmografia

### Attrice

#### Cinema
- Io e zio Buck (Uncle Buck), regia di John Hughes (1989)
- Papà, ho trovato un amico (My Girl), regia di Howard Zieff (1991)
- Il mio primo bacio (My Girl 2), regia di Howard Zieff (1994)
- A.A.A. mamma cercasi (Trading Mom), regia di Tia Brelis (1994)
- Un'amicizia pericolosa (Gold Diggers: The Secret of Bear Mountain), regia di Kevin James Dobson (1995)
- Blood Car, regia di Alex Orr (2007)
- Eavesdrop, regia di Matthew Miele (2008)
- In the Loop, regia di Armando Iannucci (2009)
- The Good Guy, regia di Julio DePietro (2009)
- The Pill - La pillola del giorno dopo (The Pill), regia di J. C. Khoury (2011)
- The End of the Tour - Un viaggio con David Foster Wallace (The End of the Tour), regia di James Ponsoldt (2015)
- Hala, regia di Mihal Baing (2019)
- They/Them, regia di John Logan (2022)

#### Televisione
- Miracolo nel bosco (Miracle in the Woods), regia di Arthur Allan Seidelman – film TV (1997)
- Un giorno con il presidente (A Child's Wish), regia di Waris Hussein – film TV (1997)
- Ultime dal cielo (Early Edition) – serie TV, 1 episodio (1998)
- Law & Order - I due volti della giustizia (Law & Order) – serie TV, 2 episodi (2007-2010)
- 30 Rock – serie TV, 1 episodio (2007)
- Cupid – serie TV, 4 episodi (2009)
- Covert Affairs – serie TV, 1 episodio (2010)
- White Collar - Fascino criminale (White Collar) – serie TV, 2 episodi (2011)
- Veep - Vicepresidente incompetente (Veep) – serie TV, 65 episodi (2012-2019)
- Army Wives - Conflitti del cuore (Army Wives) – serie TV, 1 episodio (2012)
- Law & Order - Unità vittime speciali (Law & Order: Special Victims Unit) – serie TV, 1 episodio (2012)
- Hannibal – serie TV, 4 episodi (2013-2014)
- Halt and Catch Fire – serie TV, 5 episodi (2017)
- Inventing Anna – miniserie TV, 9 puntate (2022)
- Evil – serie TV, episodio 4x11 (2024)

### Doppiatrice
- Robot Chicken – serie animata, 1 episodio (2016)
- I Rugrats – serie animata, 14 episodi (2021 - incorso)

## Doppiatrici italiane
Nelle versioni in italiano delle opere in cui ha recitato, Anna Chlumsky è stata doppiata da:
- Ilaria Stagni in Papà, ho trovato un amico
- Perla Liberatori in Il mio primo bacio
- Georgia Lepore in Un'amicizia pericolosa
- Francesca Fiorentini in Veep - Vicepresidente incompetente
- Chiara Colizzi in White Collar
- Ilaria Latini in Hannibal
- Stella Gasparri in The End of the Tour - Un viaggio con David Foster Wallace
- Valentina Pollani in Halt and Catch Fire
- Chiara Gioncardi in Inventing Anna